# 제4의 공포
"제4의 공포"는 한국에서 제작된 노진섭 감독의 1984년 영화이다. 정현숙 등이 주연으로 출연하였고 김원두 등이 제작에 참여하였다.

## 출연

### 주연
- 정현숙
- 최종원
- 정세혁

## 기타
- 조명: 장기종
- 미술: 조경환